# Georges Chamarat
Georges Chamarat (Parigi, 30 marzo 1901 – Limeil-Brévannes, 21 novembre 1982) è stato un attore francese.

## Biografia
Dopo gli studi presso il Conservatorio nazionale d'arte drammatica (CNSAD) di Parigi, ottenne un impegno per il Teatro dell'Odéon. Nel 1946 entrò nella Comédie-Française, divenendone membro nel 1950 e successivamente nel 1971 membro onorario. È apparso su più di 100 film e programmi televisivi tra il 1929 e il 1981.

## Filmografia

### Cinema
- Bateaux parisiens, regia di Daniel Abric e Michel Gorel (1929) - cortometraggio
- La belle revanche, regia di Paul Mesnier (1939)
- L'ultima chimera (Le président Haudecoeur), regia di Jean Dréville (1940)
- L'assassinio di Papà Natale (L'assassinat du Père Noël), regia di Christian-Jaque (1941)
- Péchés de jeunesse, regia di Maurice Tourneur (1941)
- Annette et la dame blonde, regia di Jean Dréville (1942)
- Non ti lascio più (Späte Liebe), regia di Gustav Ucicky (1943)
- La mano del diavolo (La main du diable), regia di Maurice Tourneur (1943)
- Vingt-cinq ans de bonheur, regia di René Jayet (1943)
- Au bonheur des dames, regia di André Cayatte (1943)
- Mon amour est près de toi, regia di Richard Pottier (1943)
- La ferme aux loups, regia di Richard Pottier (1943)
- Adrien, regia di Fernandel (1943)
- Pierre et Jean, regia di André Cayatte (1943)
- Les caves du Majestic, regia di Richard Pottier (1945)
- Leçon de conduite, regia di Gilles Grangier (1946)
- Son dernier rôle, regia di Jean Gourguet (1946)
- La septième porte, regia di André Zwoboda (1947)
- Il grande vessillo (D'homme à hommes), regia di Christian-Jaque (1948)
- Les dieux du dimanche, regia di René Lucot (1949)
- Les orphelins de Saint-Vaast, regia di Jean Gourguet (1949)
- Au revoir M. Grock, regia di Pierre Billon (1950)
- Solo Dio può giudicare (Meurtres), regia di Richard Pottier (1950)
- Barbablù (Barbe-Bleue), regia di Christian-Jaque (1951)
- Mani sporche (Les mains sales), regia di Fernand Rivers e Simone Berriau (1951)
- Deux sous de violettes, regia di Jean Anouilh (1951)
- Blaubart, regia di Christian-Jaque (1951)
- Gioventù incompresa (Une histoire d'amour), regia di Guy Lefranc (1951)
- Massacre en dentelles, regia di André Hunebelle (1952)
- Parrucchiere per signora (Coiffeur pour dames), regia di Jean Boyer (1952)
- Trois femmes, regia di André Michel (1952)
- Quando le donne amano (Adorables créatures), regia di Christian-Jaque (1952)
- Amanti nemici (La jeune folle), regia di Yves Allégret (1952)
- È mezzanotte, dottor Schweitzer (Il est minuit, docteur Schweitzer), regia di André Haguet (1952)
- Me li mangio vivi (Le boulanger de Valorgue), regia di Henri Verneuil (1953)
- Fate largo ai moschettieri! (Les 3 Mousquetaires), regia di André Hunebelle (1953)
- Il peccato di Giulietta (Julietta), regia di Marc Allégret (1953)
- Frutti selvaggi (Les fruits sauvages), regia di Hervé Bromberger (1954)
- Versailles (Si Versailles m'était conté), regia di Sacha Guitry (1954)
- Il porto delle bionde (Quai des blondes), regia di Paul Cadéac (1954)
- Santarellina (Mam'zelle Nitouche), regia di Yves Allégret (1954)
- Les amoureux de Marianne, regia di Jean Stelli (1954)
- Il montone a cinque zampe (Le mouton à cinq pattes), regia di Henri Verneuil (1954)
- Le avventure di Cadet Rousselle (Cadet Rousselle), regia di André Hunebelle (1954)
- Gli amanti del Tago (Les amants du Tage), regia di Henri Verneuil (1955)
- I diabolici (Les diaboliques), regia di Henri-Georges Clouzot (1955)
- Série noire, regia di Pierre Foucaud (1955)
- Vacanze d'amore (Le village magique), regia di Jean-Paul Le Chanois (1955)
- Mia moglie non si tocca (Le printemps, l'automne et l'amour), regia di Gilles Grangier (1955)
- 0/1327 dipartimento criminale (Chantage), regia di Guy Lefranc (1955)
- La Madelon, regia di Jean Boyer (1955)
- Il cuore in gola (Impasse des vertus), regia di Pierre Méré (1955)
- Gli anni che non ritornano (La meilleure part), regia di Yves Allégret (1955)
- Sarto per signora (Le couturier de ces dames), regia di Jean Boyer (1956)
- Le salaire du péché, regia di Denys de La Patellière (1956)
- C'est arrivé à Aden..., regia di Michel Boisrond (1956)
- Mannequins de Paris, regia di André Hunebelle (1956)
- Miss spogliarello (En effeuillant la marguerite), regia di Marc Allégret (1956)
- Paris, Palace Hôtel, regia di Henri Verneuil (1956)
- Le diavolerie di Till (Les aventures de Till L'Espiègle), regia di Gérard Philipe e Joris Ivens (1956)
- Un matin comme les autres, regia di Yannick Bellon (1956)
- Élisa, regia di Roger Richebé (1957)
- Le avventure di Arsenio Lupin (Les aventures d'Arsène Lupin), regia di Jacques Becker (1957)
- Il capitano della legione (Sénéchal le magnifique), regia di Jean Boyer (1957)
- La ruota (La roue), regia di Maurice Delbez e André Haguet (1957)
- Donnez-moi ma chance, regia di Léonide Moguy (1957)
- Ogni giorno è vacanza (Le chômeur de Clochemerle), regia di Jean Boyer (1957)
- Teresa Étienne (Thérèse Étienne), regia di Denys de La Patellière (1958)
- Festa di maggio (Premier mai), regia di Luis Saslavsky (1958)
- La legge del vizio (Filles de nuit), regia di Maurice Cloche (1958)
- La notte degli sciacalli (La moucharde), regia di Guy Lefranc (1958)
- Lo specchio a due facce (Le miroir à deux faces), regia di André Cayatte (1958)
- Le bourgeois gentilhomme, regia di Jean Meyer (1958)
- Suivez-moi jeune homme, regia di Guy Lefranc (1958)
- Un jour comme les autres, regia di Paul Bordry (1958)
- Le petit prof, regia di Carlo Rim (1959)
- Noi gangsters (Le grand chef), regia di Henri Verneuil (1959)
- Le mariage de Figaro, regia di Jean Meyer (1959)
- Les frangines, regia di Jean Gourguet (1960)
- Au coeur de la ville, regia di Pierre Gautherin (1960)
- Il passaggio del Reno (Le passage du Rhin), regia di André Cayatte (1960)
- La francese e l'amore (La française et l'amour), regia di Michel Boisrond, Christian-Jaque, René Clair, Henri Decoin, Jean Delannoy, Jean-Paul Le Chanois e Henri Verneuil (1960) (segmento "Le Divorce")
- Il ladro di Bagdad, regia di Bruno Vailati e Arthur Lubin (1961)
- La traversée de la Loire, regia di Jean Gourguet (1962)
- L'assassino è al telefono (L'assassin est dans l'annuaire), regia di Léo Joannon (1962)
- Il sepolcro d'acqua (Maléfices), regia di Henri Decoin (1962)
- I misteri di Parigi (Les mystères de Paris), regia di André Hunebelle (1962)
- Strana voglia di una vedova (Du grabuge chez les veuves), regia di Jacques Poitrenaud (1964)
- Il giorno dopo (Up from the Beach), regia di Robert Parrish (1965)
- Sotto il tallone (La métamorphose des cloportes), regia di Pierre Granier-Deferre (1965)
- Le armi segrete del generale Fiascone (Martin Soldat), regia di Michel Deville (1966)
- Toutes folles de lui, regia di Norbert Carbonnaux (1967)
- Con la morte alle spalle (Con la muerte a la espalda), regia di Alfonso Balcázar (1967)
- Na!, regia di Jacques Martin (1973)
- La grande récré, regia di Claude Pierson (1976)
- L'ala o la coscia? (L'aile ou la cuisse), regia di Claude Zidi (1976)
- Ragione di stato (La raison d'état), regia di André Cayatte (1978)
- Les Phallocrates, regia di Claude Pierson (1980)
- Ras le coeur!, regia di Daniel Colas (1980)

### Televisione
- Ivanov, regia di Jean Prat (1956)
- Le malade imaginaire, regia di Claude Dagues (1959)
- Les femmes savantes, regia di Jean Pignol (1966)
- L'émigré de Brisbane, regia di Jean Pignol (1969)
- Le soldat et la sorcière, regia di Jean-Paul Carrère (1971)
- La station Champbaudet, regia di Georges Folgoas (1972)
- La fleur des pois, regia di Raymond Rouleau (1975)
- L'enterrement de Monsieur Bouvet, regia di Guy Lefranc (1980)
- Les trois soeurs, regia di Jean-Marie Coldefy (1980)

### Serie TV
- Quand on est deux (1962)
- Le théâtre de la jeunesse (1964)
- Les créatures du bon Dieu (1967)
- Le tribunal de l'impossible – serie TV, episodi 1x1 (1967)
- Provinces (1968)
- Au théâtre ce soir – serie TV, 4 episodi (1967-1972)
- Seme d'ortica (Graine d'ortie) (1973)
- Valérie – serie TV, 4 episodi (1974)
- Messieurs les jurés (1975)
- La vita di Marianna (La vie de Marianne) 1976
- Médecins de nuit – serie TV, episodi 3x6 (1981)